# Lista över ekonomie doktorer från Handelshögskolan i Stockholm
Det här är en kronologisk lista över de som disputerat vid Handelshögskolan i Stockholm och promoverats till ekonomie doktorer. Under namnet på den som disputerat följer den framlagda doktorsavhandlingens titel. 

## Historia
Handelshögskolan i Stockholm införde ekonomie doktorstiteln (ekon.dr) i Sverige år 1946 då Folke Kristensson disputerade i nationalekonomi den 14 december 1946. Hans avhandling bar titeln Studie i svenska textila industriers struktur. Opponent var professor Gerhard Törnqvist vid Handelshögskolan.
Doktorsgraden byttes mot en doktorsexamen 1970. Senare införde Handelshögskolan även filosofie (fil.dr) och juris (jur.dr) doktorsexamina. Cirka 500 personer disputerade vid Handelshögskolan mellan 1946 och 2008. 

## Lista över ekonomie doktorer

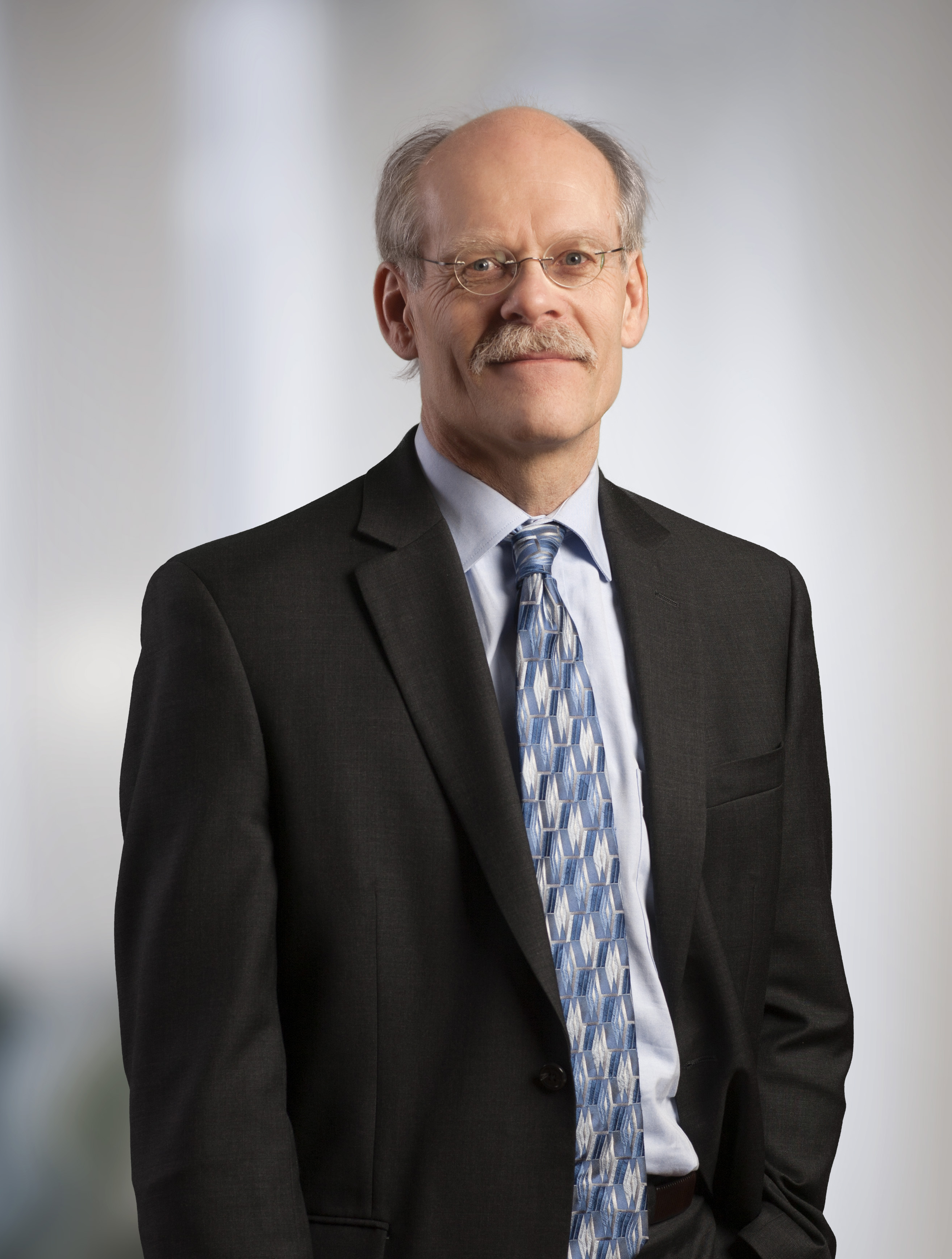
Stefan Ingves, Sveriges riksbankschef 2006-, disputerade vid Handelshögskolan i Stockholm 1984. Hans företrädare som Riksbankschef, Lars Heikensten, disputerade samma år och vid samma högskola

### 1946
- Folke Kristensson

Studier i svenska textila industriers struktur
Sveriges första ekonomie doktor (ekon.dr)

### 1954
- Paulsson Frenckner

Kostnadsfördelning och internprestationsbedömning: studier i vissa kalkylmetoder mot bakgrunden av olika syften

### 1955
- Arne Heimbürger Rasmussen

Pristeori eller parameterteori. Studier omkring virksomhedens afsetning

### 1959
- Roland Artle

Studies in the structure of the Stockholm economy: towards a framework for projecting metropolitan community development

### 1960
- Lars Persson

Kunderna i Vällingby centrum: en undersökning om verksamheten i Vällingby centrum och köpvanorna hos invånarna i omgivande bostadsområden
- Thomas Thorburn

Supply and demand of water transport: studies in cost and revenue structures of ships, ports and transport buyers with respect to their effects on supply and demand of water transport of goods

### 1961
- Staffan Burenstam Linder

An essay on trade and transformation
- Sven-Erik Johansson

Skatt - investering - värdering: en teoretisk studie av hänsynstagande till inkomstskatt och penningvärdeförändringar påverkar dels investeringsobjekts ekonomiska livslängd och värdeminskningsförlopp, dels investeringars kapitalvärde och internräntefot
- Curt Kihlstedt

Sortiment inom detaljhandeln: studier inom detaljhandelsföretag av sortimentsstorlek och sammansättning samt vissa kostnads- och intäktssamband
- Lars Nabseth

Löneökningars verkningar inom industrin: en studie av anpassningsprocessen inom företaget

### 1963
- Albert Danielsson

On measurement and analysis of standard costs

### 1966
- Bertil Hållsten

Investment and financing decisions: on goal formulation and model building

### 1968
- Staffan Persson

Some sequence extrapolation programs: a study of representation and modeling in inquiring systems

### 1969
- Lars-Gunnar Mattsson

Integration and efficiency in marketing systems
- Nils-Erik Norén

Long-range decision models in mining

### 1970
- Harry Nyström

Retail pricing: an integrated economic and psychological approach
- Carl-Axel Staël von Holstein

Assessment and evaluation of subjective probability distributions
- Bengt Stymne

Values and processes: a system study of effectiveness in three organizations
- Lars Wohlin

Skogsindustrins strukturomvandling och expansionsmöjligheter

### 1971
- Christer Uggla

Valutaproblem och valutapositioner i exportföretag om importföretag: försök till mikroekonomisk begreppsbildning

### 1972
- Lennart Fridén

Fluctuations in the international steel market 1953-1968: a study of import and export functions
- Ernst Jonsson

Kommunens finanser
- Kjell Nowak

The psychological study of mass communication effects on the validity of laboratory experiments and an attempt to improve ecological validity
- Marian Radetzki

Aid and development
- Bengt Rydén

Fusioner i svensk industri: en kartläggning och orsaksanalys av svenska industriföretags fusionsverksamhet 1946-69
- Ingolf Ståhl

Bargaining theory
- Bertil Thorngren

Studier i lokalisering: regional strukturanalys, regionala external economics, regional informationsöverföring, informationsöverföring mellan organisationer

### 1973
- Leif Ahnström

Styrande och ledande verksamhet i Västeuropa: en ekonomisk-geografisk studie
- Göran Arvidsson

Studier i internprissättning
- Rolf Back

Studier i lokalisering, lokaliseringsbeslut och beslutskoordinering
- Björn Fjæstad

Massmedia och företagen
- Lennart Gustafsson

Studier i förhandlingsbeteende
- Dan Lundberg

Den funktionella ansatsen vid beteendevetenskapliga studier av massmedia: en forskningspolitisk översikt samt några undersökningar med sikte på teoretisk och metodologisk vidareutveckling
- Lars Matthiessen

A study in fiscal theory and policy
- Göran Nordström

Transportgeografiska studier i svensk utrikeshandel
- Lars Östman

Utveckling av ekonomiska rapporter: en empirisk studie med tonvikt på mottagaråsikter och utvecklingsförlopp i företag med datorbaserad redovisning
- Lars Otterbeck

Företagsstrategi och lokalisering
- Lars Samuelson

Effektiv budgetering: en analys av beslut om budgeteringens utformning
- Sven-Erik Sjöstrand

Företagsorganisation: en taxonomisk ansats med en typisering av 38 svenska byggnadsföretag
- Lars Vinell

Business cycles and steel markets: studies in demand variations and firms' short-term behaviour in the Swedish steel market

### 1974
- Gisèle Asplund

Osäkerhetsfaktorer i företaget och i dess miljö: en taxonomisk studie
- Curt Berg

Samrådssystemet: en klinisk undersökning i ett växande företag
- Jan Bergstrand

Budgetary planning: a summary of two previous books
- Hans Dalborg

Studier i företagslokalisering, strukturutveckling och företagens utvecklingsarbete
- Claes Hägg

Periodiska betalningsvariationer: en studie i företagsekonomisk tidsserieanalys
- Hunter Mabon

Job analysis: measurement problems and applications
- Åke Magnusson

Budgetuppföljning: analys och budgetutfall
- Per Strangert

Information, uncertainty and adaptive planning
- Hans T:son Söderström

Studies in the microdynamics of production and productivity change
- Jan Valdelin

Produktutveckling och marknadsföring: en undersökning av produktutvecklingsprocesser i svenska företag
- Stefan de Vylder

Chile 1970-1973: the political economy of the rise and fall of the Unidad Popular

### 1975
- Per Åhrén

Ekonomiska utvärderingsmetoder i samhällsplanering
- Göran Asplund

Strategy formulation: an intervention study of a complex group decision process
- Lars-Erik Birgegård

The project selection process in developing countries: a study of the public investment project selection process in Kenya, Zambia och Tanzania
- Johan Facht

Emission control costs in Swedish industry: an empirical study of the iron & steel and pulp & paper industries
- Lars-Erik Forsgård

Information, förväntningar och aktiekurser: en studie av den svenska aktiemarknaden (med Krister Hertzen)
- Peter Gavatin

Budgetsimulering: innebörd, effektivitet och införande
- Krister Hertzen

Information, förväntningar och aktiekurser: en studie av den svenska aktiemarknaden (med Lars-Erik Forsgård)
- Claes-Robert Julander

Sparande och effekter av ökad kunskap om inkomstens användning
- Weine Karlsson

Manufacturing in Venezuela: Studies on development and location
- Lars Nyberg

A control systems approach to macroeconomic theory and policy in an open economy (med Staffan Viotti)
- Staffan Viotti

A control systems approach to macroeconomic theory and policy in an open economy (med Lars Nyberg)

### 1976
- Bengt Brodin

Produktutvecklingsprocesser: en studie ur marknadsföringssynvinkel av produktutveckling i svenska företag
- Thomas Falk

Urban Sweden: changes in the distribution of population the 1960s in focus
- Siv Gustafsson

Lönebildning och lönestruktur inom den statliga sektorn
- Göran Hedebro

Information och engagemang: individuella och miljömässiga förutsättningar för deltagande i det lokala samhällslivet exemplet skola
- Gunnar Hedlund

Det multinationella företaget, nationalstaten och fackföreningarna
- Erling Petersohn

Kreditgivning mellan företag: en mikroekonometrisk studie av företagens finansiella beteende
- Tomas Restad

Modeller för samhällsekonomisk perspektivplanering
- Inger Rydén

Transportkostnader och regional utveckling
- Bertil Tell

A comparative study of some multiple-criteria methods

### 1977
- Lars Bergman

Energy and economic growth in Sweden: an analysis of historic trends and present choices
- Lars Bertmar

Kapitaltillväxt, kapitalstruktur och räntabilitet: en analys av svenska industriföretag (med Göran Molin)
- Karl-Olof Hammarkvist

Materialval i byggbranschen
- Göran Molin

Kapitaltillväxt, kapitalstruktur och räntabilitet: en analys av svenska industriföretag (med Lars Bertmar)
- Thomas Mossberg

Utveckling av nyckeltal
- Nils-Göran Olve

Multiobjective budgetary planning: models for interactive planning in decentralized organizations
- Torbjörn Stjernberg

Organizational change and quality of life: individual and organizational perspectives on democratization of work in an insurance company

### 1978
- Lars Calmfors

Prices, wages and employment in the open economy
- Elon V Ekman

Some dynamic economic models of the firm: a microeconomic analysis with emphasis on firms that maximize other goals than profit alone
- Tom Hemming

Multiobjective decision-making under uncertainty
- P.G. Holmlöv

Lokalpressen och kommunalpolitiken: hur kommunalpolitik rapporteras av journalister och bedöms av läsare

### 1979
- Barbro Anell

Hushållens och dagligvarudistributionen: en konsumentekonomisk analys
- Edgar Borgenhammar

Health care budgeting: goals, structure, attitudes
- Gunnar Du Rietz

Företagsetablering i Sverige under efterkrigstiden
- Ulf Elvestedt

Beslutsanalys: en interaktiv ansats
- Peter Englund

Profits and market adjustment: a study in the dynamics of production, productivity and rates of return
- Hans Österberg

Hierarkisk begreppsanalys: ett hjälpmedel vid undersökning av komplexa forskningsproblem
- Mats Persson

Inflationary expectations and the natural rate hypothesis
- Christopher von Schirach-Szmigiel

Liner shipping and general cargo transport
- Jan Werding

Affärsbankernas räntabilitet, soliditet och tillväxt: en empirisk studie av de svenska affärsbankerna 1959-1977

### 1980
- Peter Forsblad

Företagsledares beslutsinflytande: några försök till identifikation och beskrivning
- Lars Håkanson

Multinationella företag: FOU-verksamhet, tekniköverföring och företagstillväxt en studie av svenska storföretag och utlandsägda företag i Sverige
- Jan Owen Jansson

Transport system opitimization and pricing
- Egon Jonsson

Studies in health economics
- Lars Sjögren

Byggherrens kostnadsstyrning: en metodstudie

### 1981
- Anders Björklund

Studies in the dynamics of unemployment
- Harry Flam

Growth, allocation and trade in Sweden: an empirical application of the Heckscher-Ohlin theory
- Anders Hederstierna

Decision under uncertainty: the usefulness of an indifference method for analysis of dominance
- Laurent Leksell

Headquarter-subsidiary relationships in multinational corporations
- Alf Lindqvist

Hushållens sparande: beteendevetenskapliga mätningar av hushållens sparbeteende
- Jan Rudengren

Peasants by preference? Socio-economic and environmental aspects of rural development in Tanzania

### 1982
- Lars Hultkrantz

Skog för nutid och framtid: en samhällsekonomisk analys av det lämpliga virkesuttaget
- Ulf Lindgren

Foreign acquisitions: management of the integration process
- Kjell Spångberg

Strategi i diversifierade företag: huvudkontorets roll
- Pehr Wissén

Wages and growth in an open economy

### 1983
- Alfred Bretschneider

Att styra en statlig myndighet: en analys av teoretiska antaganden om mål, människor, organisationer och samhälle i ett urval modeller avseende styrningen av statliga myndigheter
- Henrik Horn af Rantzien

Imperfect competition in models of wage formation and international trade
- Silja Jundin

Barns uppfattningar om konsumtion, sparande och arbete: en studie i ekonomisk socialisation
- Birgitta Niblaeus

Riskspridning vid valutaosäkerhet: en jämförelse av svenska bankers valutakorglån och portföljteoretiska modeller

### 1984
- Lars Eklund

Organiserade former för lokal delaktighet: tankemodeller av decentralisera kommunal organisationsstruktur
- Lars Heikensten

Studies in structural chanage and labour market adjustment
- Stefan Ingves

Aspects of trade credit
- Bengt Jacobsson

Hur styrs förvaltningen? Myt och verklighet kring departementens styrning av ämbetsverken
- Per Ronnås

Urbanization in Romania: a geography of social and economic change since independence

### 1985
- Claes Bergström

Supply disruptions and the allocation of emergency reserves
- Kim Forss

Planning and evaluation in aid organizations
- Urban Karlström

Economic growth and migration during the industrialization of Sweden: a general equilibrium approach
- Ragnar Lindgren

On capital formation and the effects of capital income taxation
- Stefan Lundgren

Model integration and the economics of nuclear power: a study in applied general equilibrium analysis
- Lennart Wallsten

Företagsköp och utfallsförbehåll

### 1986
- Anders Aspling

Företagsdemokratin och MBL: en empirisk organisationsteoretisk utvärdering av en arbetsrättsreform
- Dag Björkegren

Företagsledarutbildning: en fallstudie
- Ingalill Holmberg

Företagsledares mandat: ett koncernledningsuppdrag påbörjas
- Lars Hörngren

'On monetary policy and interest rate determination in an open economy
- Anders Lundgren

Handlingar och strukturer: en organisationsteoretisk studie av styrelsearbetets villkor i stora företag
- Björn Rombach

Rationalisering eller prat: kommuners anpassning till en stagnerande ekonomi

### 1987
- Hans Benndorf

Marknadsföringsplanering och samordning mellan företag i industriella system
- Kerstin Claesson

Effektiviteten på Stockholms fondbörs
- Kristian Rydqvist

The pricing of share with different voting power and the theory of oceanic games
- Örjan Sölvell

Entry barriers and foreign penetration: emerging patterns of international competition in two electrical engineering industries

### 1988
- Göran Dahlgren

Ledning av fusionsförlopp: en analys av bildandet av Ericsson Information Systems AB (med Per Witt)
- Staffan Hultén

Vad bestämmer de svenska exportmarknadsandelarnas utveckling?
- Göran Liljegren

Interdependens och dynamik i långsiktiga kundrelationer: industriell försäljning i ett nätverksperspektiv
- Åke Philips

Eldsjälar: en studie av aktörsskap i arbetsorganisatoriskt utvecklingsarbete
- Kenth Skogsvik

Prognos av finansiell kris med redovisningsmått: en jämförelse mellan traditionell och inflationsjusterad redovisning
- Anders Vredin

Macroeconomic policies and the balance of payments
- Per Witt

Ledning av fusionsförlopp: en analys av bildandet av Ericsson Information Systems AB (med Göran Dahlgren)

### 1989
- Thomas Andersson

Foreign direct investment in competing host countries: a study of taxation and nationalization
- Ing-Marie Andersson

Costs of controls on farmers' use of nitrogen: a study applied to Gotland
- Per Davidsson

Continued entrepreneurship and small firm growth
- Per-Olov Edlund

Preliminary estimation of transfer function weights: a two-step regression approach
- Rolf Eidem

Aktieägandet och demokratin: ägarfrågan från brukssamhälle till kompetenskapitalism
- Brian Kylén

Hur företagschefer beslutar innan de blir överraskade: ett försök till förklaring av svarsmönster i svagsignalsituationer
- Björn Larsson

Koncernföretaget: ägarorganisation eller organisation för ägare? En studie av hur ägarkontroll omformas i en svensk koncern
- Jan Löwstedt

Föreställningar, ny teknik och förändring: tre organisationsprocesser ur ett kognitivt aktörsperspektiv
- Johan Roos

Cooperative venture formation processes: characteristics and impact on performance
- Walter Schuster

Ägandeformens betydelse för ett företag: en studie av ICA-rörelsen
- Ingrid Tollgerdt-Andersson

Ledarskapsteorier, företagsklimat och bedömningsmetoder

### 1990
- Lars Ågren

Swedish direct investment in the U.S.
- Karl Åhlander

Aspects of modern treasury management: organization and external financial activities in Swedish MNCs
- Maud Angelborg-Thanderz

Prisvärd militär flygning med rimliga risker
- Catharina Lagerstam

Hedging of contracts, anticipated positions and tender offers: a study of corporate foreign exchange rate risk and price risk
- Hans Lindkvist

Kapitalemigration
- Eva Elisabet Rutström

The political economy of protectionism in Indonesia: a computable general equilibrium analysis
- Lars Steiner

Ledningsfunktionen i tillväxtföretag: ledningsteamens sammansättning och funktion i tillverkande företag inom informationsteknologiindustrin
- Anders Warne

Vector autoregressions and common trends in macro and financial economies
- Karl Wärneryd

Economic conventions: essays in institutional evolution

### 1991
- Erik Berglöf

Corporate control and capital structure: essays on property rights and financial contracts
- Jan Bojö

The economics of land degradation: theory and applications to Lesotho
- Tomas Brytting

Organizing in the small growing firm: a grounded theory approach
- Britt-Marie Drottz Sjöberg

Perception of risk: studies of risk attitudes, perceptions and definitions
- Mona Ericson

Iggesundsaffären: rationaliteter i en strategisk förvärvsprocess
- Peter Hagström

The 'weird' MNC: the role of information systems for structural change in complex organizations
- Maria Lindqvist

Infant multinationals: the internationalization of young technology-based Swedish firms
- Anders Lundgren

Technological innovation and industrial evolution: the emergence of industrial networks
- Anders G. Nilsson

Anskaffning av standardsystem för att utveckla verksamheter: utveckling and prövning av SIV-modellen
- Kjell A Nordström

The internationalization process of the firm: searching for new patterns and explanations
- Pierre Schou

Arbetsmotivation: en studie av ingenjörer
- Richard Wahlund

Skatter och ekonomiska beteenden: en studie i ekonomisk psykologi om främst skattefusk och sparande utifrån 1982 års skatteomläggning
- Udo Zander

Exploiting a technological edge: voluntary and involuntary dissemination of technology

### 1992
- Claes Charpentier

Ekonomisk styrning av statliga affärsverk
- Jan A Eklöf

Varying data quality and effects in economic analysis and planning
- Per Ewing

Ekonomisk styrning av enheter med inbördes verksamhetssamband
- Anders Forssell

Moderna tider i Sparbanken: om organisatorisk omvandling i ett institutionellt perspektiv
- David Jansson

Spelet kring investeringskalkyler: om den strategisk användningen av det för-givet-tagna
- Ari Kokko

Foreign direct investment, host country characteristics and spillovers
- Anders O Ljung

Intressentstrategier: en longitudinell studie av utvecklingen i två svenska företag
- Anders Paalzow

Public debt management
- Birgitta Södergren

Decentralisering: förändring i företag och arbetsliv
- Anna Wahl

Könsstrukturer i organisationer. kvinnliga civilekonomiers och civilingenjörers karriärutveckling

### 1993
- Gun-Ho Cha

Reappraisal of market efficiency tests arising from nonlinear dependence, fractals, and dynamical systems theory
- Niklas Ekvall

Studies in complex financial instruments and their valuation
- Susanne Hertz

The internationalization processes of freight transport companies - towards a dynamic network model of internationalization
- Jonas Häckner

Price and quality - essays on product differentiation
- Peter Högfeldt

Essays in corporate finance
- Sten Nyberg

Honesty, vanity and corporate equity - four microeconomic essays
- Mårten Palme

Five empirical studies on income distribution in Sweden
- Magnus Söderlund

Omvärldsmodeller hos beslutsfattare i industriföretag. En studie av svenska leverantörer till fordonsindustrin
- Thomas Sörensson

Swedish convertible bonds and their valuation
- Johan Stein

Strategy formation and managerial agency - a socio-cognitive perspective
- Mats Tyrstrup

Företagsledares arbete - en longitudinell studie av arbetet i en företagsledning
- Eva Uddén-Jondal

Wage formation in a unionized economy

### 1994
- Helén Andersson

Ett industriföretags omvandling. En studie av Hägglunds förändringsprocess 1922-1981 med bas i företagets produkter, relationer och resurser. Med den separat publicerade bilagan En produkthistoria! AB Hägglund & Söner 1922-1981
- Gunnar Dahlfors

Essays in financial guarantees and risky debt (med Peter Jansson Ekegårdh)
- Sven Gerentz

Individer, familjer och block - köpmän och köpenskap på Gotland 1894-1994
- Mia Horn af Rantzien

Endogenous population in a land-constrained economy
- Peter Jansson Ekegård

Essays in finnancial guarantees and risky debt (med Gunnar Dahlfors)
- Marianne Nessén

Essays on exchange rates and international finance
- Jonas Niemeyer

Essays on market microstructure - empirical evidence from some Nordic exchanges
- Peter Normark

Medlemsägda företag - organisering av strategiska förändringar
- Göran Sjöholm

Redovisningsmått vid bolagisering - utformning och effekter
- Erik Schwarz

Ledning och organisering av federationer
- Ivo Zander

The Tortoise Evolution of the Multinational Corporation. Foreign Technological Activity in Swedish Multinational Firmas 1890-1990

### 1995
- Torbjörn Becker

Essays on stochastic fiscal policy, public debt and private consumption
- Jesper Blomberg

Ordning och kaos i projektsamarbetet - en socialfenomenologisk upplösning av en organisationsteoretisk paradox
- Tomas Brännström

Bias approximation and reduction in vector autoregressive models
- Rutger Magneberg

An evaluation of the method of random action sampling
- Per-Göran Persson

Modeling the impact of sales promotion on store profits
- Lisa Román

Institutions in transition - a study of Vietnamese banking
- Tore Söderqvist

Benefit estimation in the case of nonmarket goods - four essays on reductions of health risks due to residential radon radiation
- Bertil Thorén

Användning av information vid ekonomisk styrning - månadsrapporter och andra informationskällor

### 1996
- Per Andersson

Concurrence, transition and evolution - perspective of industrial marketing change processes. Separate case study - The emergence and change of Pharmacia Biotech 1959-1995 - the power of the slow flow and the drama of great events
- Marcus Asplund

Essays in industrial economics
- Frédéric Delmar

Entrepreneurial behavior and business performance
- Lena Edlund

The marriage market - how do you compare?
- Karin Fernler

Mångfald eller likriktning - effekter av en avreglering
- Gunnar Fors

R&D and technology transfer by multinational enterprises
- Ann Hedborg

Studies of framing, judgment and choice
- Johnny Herre

Ersättningar i köprätten - särskilt om skadeståndsberäkning
- Carina Holmberg

Stores and consumers - two perspectives on food purchasing
- Johan Molin

Essays on corporate finance and governance
- Steen Nielsen

Omkostningskalkulation for avancerede produktionsomgivelser - en sammenligning af stokastiske og determistiske omkostningskalkulationsmodeller
- Monica Örtendahl

Health and time - a problem of discounting
- Eric M Runesson

Rekonstruktion av ofullständiga avtal - särskilt om köplagens reglering av risken för ökade prestationskostnader
- Lennart Samuelson

Soviet defence industry planning - Tukhachevskii and military-industrial mobilisation 1926-1937
- Alf Westelius

A study of patterns of communication in management accounting and control projects

### 1997
- Mette Holmgren

Datorbaserat kontrollrum inom processindustrin- Erfarenheter i ett tidsperspektiv
- Jonas Ridderstråle

Global Innovation. Managing International Innovation Projects at ABB and Electrolux
- Lena Zander

The Licence to Lead. An 18 Country Study of the Relationship Between Employees Preferences Regarding Interpersonal Leadership and National Culture

### 1998
- Dimitrios Ioannidis

I nationens tjänst? Strategisk handling i politisk miljö. En nationell teleoperatörs interorganisatoriska strategiska utveckling
- Anna Nyberg

Innovation in Distribution Channels. An Evolutionary Approach
- Jerker Denrell

Essays on the Economic Effects of Vanity and Career Concerns

### 1999
- Patrick Regnér

Strategy Creation and Change in Complexity. Adaptive and Creative Learning Dynamics in the Firm
- Bengt Mölleryd

Entrepreneurship in Technological Systems. The Development of Mobile Telephony in Sweden
- Claes-Fredrik Helgesson

Making a Natural Monopoly. The Configuration of a Techno-Economic Order in Swedish Telecommunications
- Joakim Ramsberg

Are all Lives of Equal Value? Studies on the Economics of Risk Regulation
- Ann-Charlotte Eliasson

Smooth Transitions in Macroeconomic Relationships
- Anne Mägi

Store Loyalty? An Empirical Study of Grocery Shopping
- Jonas Gunnarsson

Portfolio-Based Segmentation and Consumer Behaviour. Empirical Evidence and Methodological issues

### 2000
- Per Håkansson

Beyond Private Label. The Strategic View on Distributor Own Brands
- Lars Bergkvist

Advertising Effectiveness Measurement. Intermediate Constructs and Measures
- Susanne Sweet

Industrial Change Towards Environmental Sustainability. The Case of Chlorofluorocarbons

### 2001
- Daniel Ericsson

Kreativitetsmysteriet - Ledtrådar till arbetslivets kreativisering och skrivandets metafysik
- Peter Hägglund

Företaget som investeringsobjekt. Hur placerare och analytiker arbetar med att ta fram ett investeringsobjekt
- Björn Lindkvist

Kunskapsöverföring mellan produktutvecklingsprojekt
- Micael Dahlén

Marketing on the Web. Empirical Studies of Advertising and Promotion Effectiveness
- Hans Kjellberg

Organising Distribution. Hakonbolaget and the Effort to Rationalise Food Distribution, 1940-1960
- Patric Andersson

Expertise in Credit Granting. Studies on Judgment and Decision-Making Behavior
- Christina Björklund

Work Motivation. Studies of its Determinants and Outcomes
- Anders Liljenberg

Customer-geared Competition. A Socio-Austrian Explanation of Tertius Gaudens
- Johanna Ludvigsen

The International Networking Between European Logistical Operators

### 2002
- Gunnar Westling

Balancing Innovation and Control. A study of face-to-face meeting in complex product development.
- Michael Kaplan

Acquisition of Electronic Commerce Capability. The Case of Compaq and Dell in Sweden
- Ester Barinaga

Levelling Vagueness: A study of cultural diversity in an international project group
- Jan Tullberg

Reciprocitet – etiska normer och praktiskt samarbete
- Daniel Nyberg

Marknad, företag, ägande. Familjen Bonniers ägarstyrning i Dagens Nyheter 1953-1988

### 2003
- Robin Teigland

Knowledge Networking. Structure and Performance in Networks of Practice
- Fredrik Lange

Brand Choice in Goal-derived Categories. What are the Determinants?
- Lin Lerpold

Reputation by Association. Exploring Alliance Formation and Organizational Identity Adaption
- Per Åman

Revolution by Evolution. Transforming International Management in the Established MNC
- Stefan Jonsson

Making and Breaking Norms. Competitive Imitation Patterns in the Swedish Mutual Fund Industry
- Mattias Viklund

Risk Policy. Trust, Risk Perception, and Attitudes

### 2004
- Susanna Mattsson

På gränsen mellan ordning och oordning - artefakternas betydelse vid marknadsombildningar. En studie av den svenska postmarknadens ombildning
- Gudrun Balsvik

Information Technology Users. Studies of Self-Efficacy and Creativity among Swedish Newspaper Journalists
- Christian Czernich

When Ideas Meet Organizations. The Survival of Entrepreneurial Ventures Inside the Established Firm

### 2005
- Jana Fromm

Risk Denial and Neglect. Studies in Risk Perception
- Jens Nordfält

Is Consumer Decision-Making out of Control? Non-Conscious Influences on Consumer Decision-Making for Fast Moving Consumer Goods
- Richard Nakamura

Motives, Partner Selection and Productivity Effects of M&As: The Pattern of Japanese Mergers and Acquisitions

### 2007
- Daniel Nilsson

Transactions in Cyberspace. The Continued Use of Internet Banking Marketing and Strategy
- Monica Macquet

Systrar av Oikos och guvernanten som blev diplomat. Konflikt och symbios mellan ekonomi och ekologi i partnerskap för hållbar utveckling
- Pablo Valiente

Re-innovating the Existing, A Study of Wireless IS Capabilities to Support Mobile Workforces.
- Karolina Brodin

Consuming the Commercial Break. An Ethnographic Study of the Potential Audiences for Television Advertising
- Hanna Hjalmarson

En växande marknad. Studie av nöjdheten med konsumtionsrelaterade livsområden bland unga konsumenter

### 2008
- Annika Schilling

Kan konsulter fusionera? En studie av betydelsen av identitet vid en fusion mellan konsultföretag
- Sara Rosengren

Facing Clutter. On Message Competition in Marketing Communications
- Kristoffer Strandqvist

Kritiska år. Formativa moment för den svenska flygplansindustrin 1944-1951
- Mikael Berglund

Cross Border Enforcement of Claims in the EU. History, Present Time and Future
- Ciara Sutton

Foreign Indirect Investment in the Venture Capital Industry. A Study of Foreign Limited Partners' Impact on Venture Capital Firms in Sweden
- Henrik Sjödin

Tensions of extensions. Adverse effects of brand extension within consumer relationships
- Laurence Romani

Relating to the Other. Paradigm Interplay for Cross-Cultural Management Research
- Niklas Kviselius

Trust-Building and Communication in SME Internationalization. A Study of Swedish-Japanese Business Relations

### 2009
- Emilia Rovira Nordman

Interaction Across Borders. A Study about Experiential Knowledge Development in Internationalizing SMEs
- Martin Korpi

Migration, Wage Inequality, and the Urban Hierarchy. Empirical Studies in International and Domestic Population Movements, Wage Dispersion and Income: Sweden, 1993-2003
- Martin Kragh

Exit and Voice Dynamics: An Empirical Study of the Soviet Labour Market, 1940-1960s
- Lars-Johan Åge

Business Manoeuvring. A Grounded Theory of Complex Selling Processes
- Anna Broback

Den värdefulla nöjdheten? En studie om kundnöjdhet och upplevt värde med kläder över tid
- Mayeda Jamal

Creation of Social Exclusion in Policy and Practice
- Göran Lindqvist

Disentangling Clusters. Agglomeration and Proximity Effects
- Emma Sjöström

Shareholder Influence on Corporate Social Responsibility
- Katarina Arbin

Individual information system acceptance behaviour. An electronic ordering system case
- Sara Melén

New Insights on the Internationalisation Process of SMEs. A Study of Foreign Market Knowledge Development
- Fredrik Törn

Challenging Consistency. Effects of Brand-Incongruent Communications
- Mikael Hernant

Profitability Performance of Supermarkets
- Erik Lakomaa

The Economic Psychology of the Welfare State
- Jesper Carl Göran Edman

The Paradox of Foreignness. Norm-breaking MNEs in the Japanese Banking Industry
- Kristian Kallenberg

Business at risk. Four studies on operational risk management
- Anna Krohwinkel Karlsson

The Soft Time Constraint. Studies of project extension within an aid agency
- Karl Wennberg

Entrepreneurial Exit
- Erik Wetter

Patterns of Performance in New Firms: The Relative Effects of Absorptive Capacity

### 2010
- Claes Bohman

Attraction - A new driver of learning and innovation
- Gunnar Alexandersson

The Accidental Deregulation. Essays on Reforms in the Swedish Bus and Railway Industries
- Daniel Tolstoy

International Entrepreneurship in Networks. The Impact of Network Knowledge Combination on SMEs' Business Creation in Foreign Markets
- Niclas Öhman

Considering Intentions

### 2011
- Martin Lundmark

Transatlantic Defence Industry Integration: Discourse and action in the organizational field of the defence market
- Philip Runsten

Kollektiv förmåga: En avhandling om grupper och kunskapsintegration
- Lena Bjerhammar

Produktutvecklingssamarbete mellan detaljhandelsföretag och deras varuleverantörer
- Maetinee Hemrit

Beyond the Bamboo Network: The Internationalization Process of Thai Family Business Groups
- Anna Söderblom

Private equity fund investing : investment strategies, entry order and performance

### 2012
- Harun Emre Yildiz

Calibrating Integration: Studies on Status, Culture, Knowledge and Cooperation in Acquisitions
- Sergiy Protsiv

Attraction and Repulsion - Modelling Interfirm Interactions in Geographical Space
- Jonas Colliander

Socially Acceptable? Exploring Consumer Responses to Marketing in Social Media
- Erik Modig

Understanding Advertising Creativity. How perceptions of creativity influence advertising effectiveness
- Per Henrik Hedberg

Interpersonal Society: Essays on Shared Beliefs, Trust, Mnemonic Oppression, Distributive Fairness, and Value Creation

### 2013
- Christoffer Rydland

Aspects of Cooperation and Corporate Governance in the Swedish Regional Newspaper Industry
- Claudia Rademaker

Green Media. Exploring Green Media Selection and its Impact on Communication Effectiveness